# Socotá (ort)
Socotá är en ort i Colombia.   Den ligger i departementet Boyacá, i den centrala delen av landet, 230 km nordost om huvudstaden Bogotá. Socotá ligger 2 413 meter över havet och antalet invånare är 2 193.
Terrängen runt Socotá är bergig åt nordväst, men åt sydost är den kuperad. Runt Socotá är det ganska glesbefolkat, med 29 invånare per kvadratkilometer. Närmaste större samhälle är Socha Viejo, 11,0 km sydväst om Socotá. Trakten runt Socotá består i huvudsak av gräsmarker.